# Kaleva (Tampere)
Pour les articles homonymes, voir Kaleva (homonymie).
Kaleva est un quartier de Tampere en Finlande.
Kaleva désigne aussi la zone formée par les trois quartiers de Kaleva, Liisankallio et Kalevanrinne.

## Description
Les quartiers voisins de Kaleva sont a l'ouest Tammela, au sud Järvensivu, a l'est Hakametsä et Kissanmaa ainsi qu'au nord Petsamo.
Le quartier abrite, entre autres, l'église de Kaleva, le centre de natation de Tampere  et les tours de Kaleva.
Le plus grand cimetière de Tampere est situé sur la crête Kalevankangas, entre Kalevantie et la ligne de Jyväskylä. 
Depuis Kalevankangas, on a une vue vers le sud sur les quartiers de Viinikka et Nekala. 
Durant la guerre civile finlandaise de 1918, de violents combats ont eu lieu dans la zone de Kaleva, en particulier sur Kalevankangas, pendant l'occupation de Tampere.

## Galerie

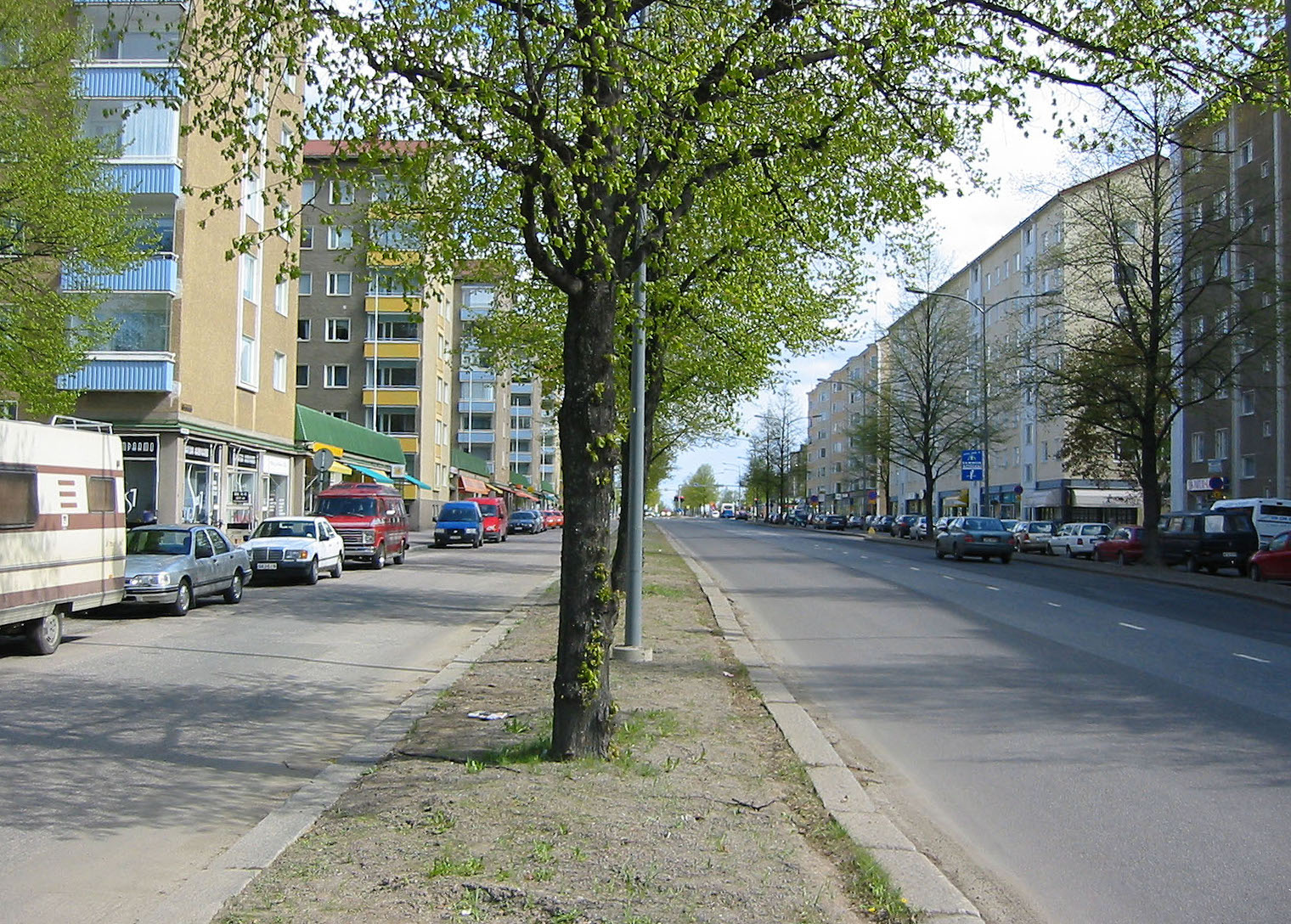
La rue Sammonkatu.
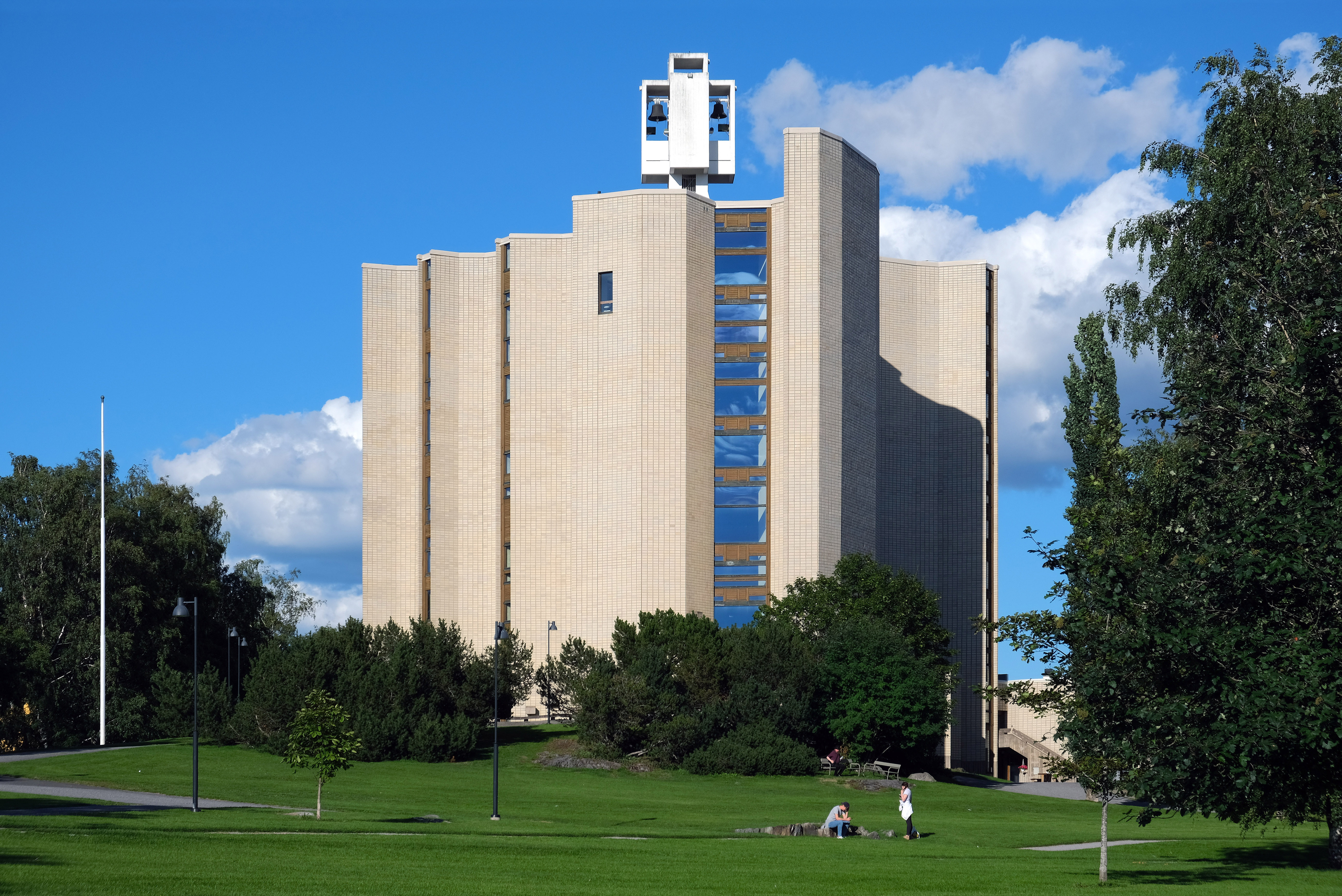
L'église de Kaleva
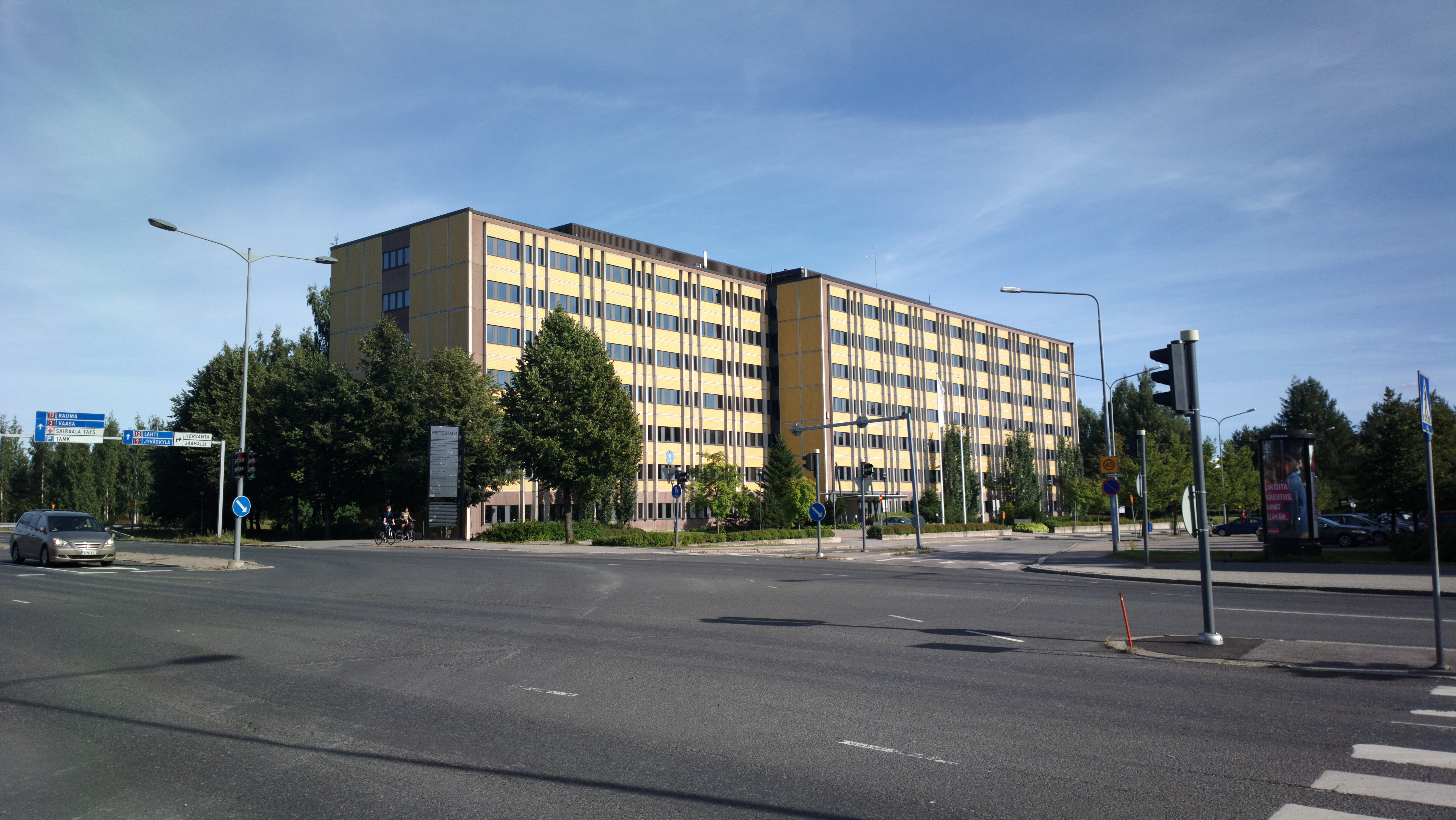
L'immeuble Hippostalo.
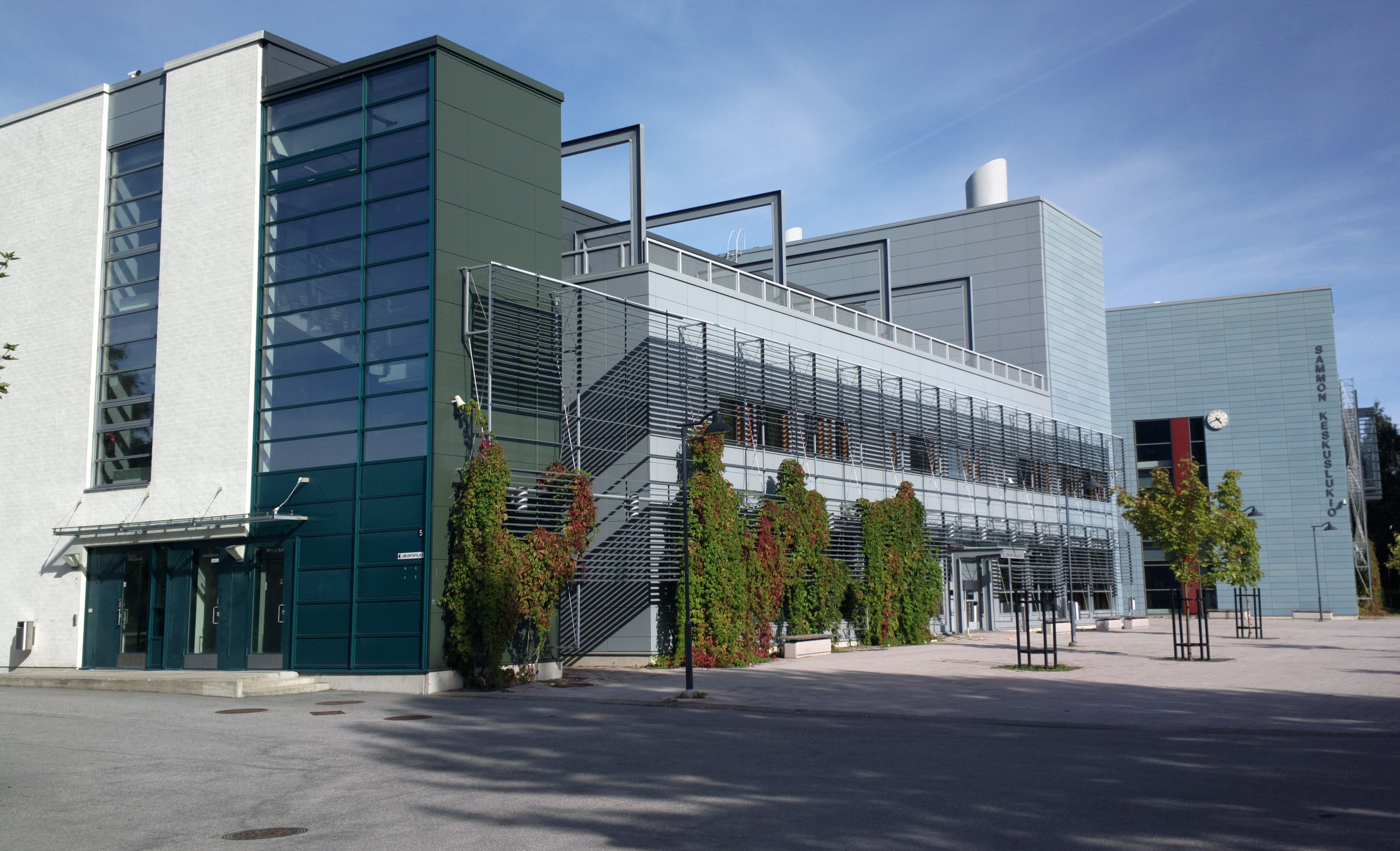
Le lycée Sampo.
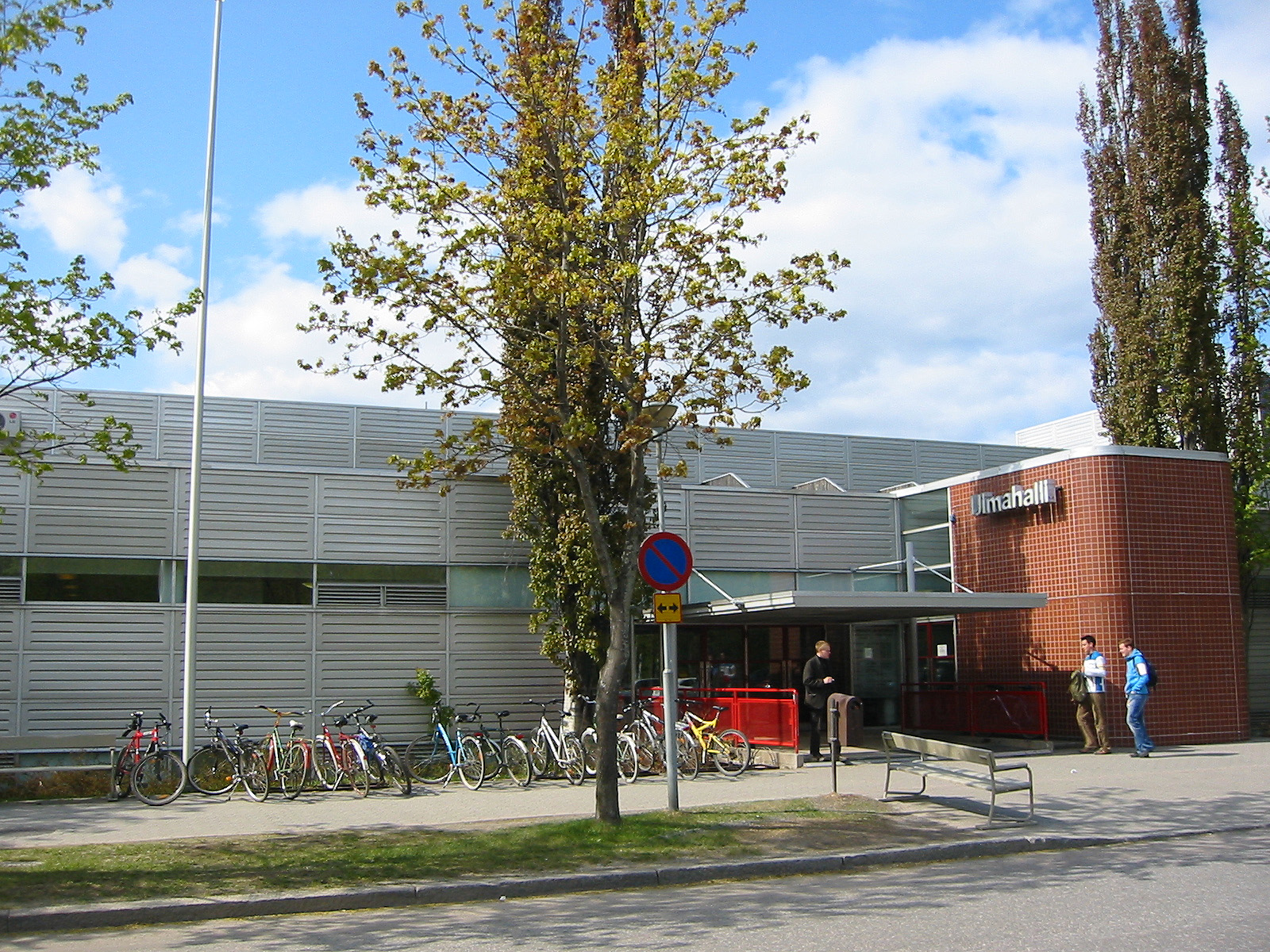
Centre de natation de Kaleva